# Torneig d'escacs d'Amsterdam de 1956
Amsterdam 1956 fou un torneig d'escacs disputat a Amsterdam. Fou l'esdeveniment que feia de torneig de Candidats pel Campionat del món de 1957. El torneig el guanyà Vassili Smislov, cosa que propicià que el matx pel Campionat del món el disputessin Smislov i Mikhaïl Botvínnik.

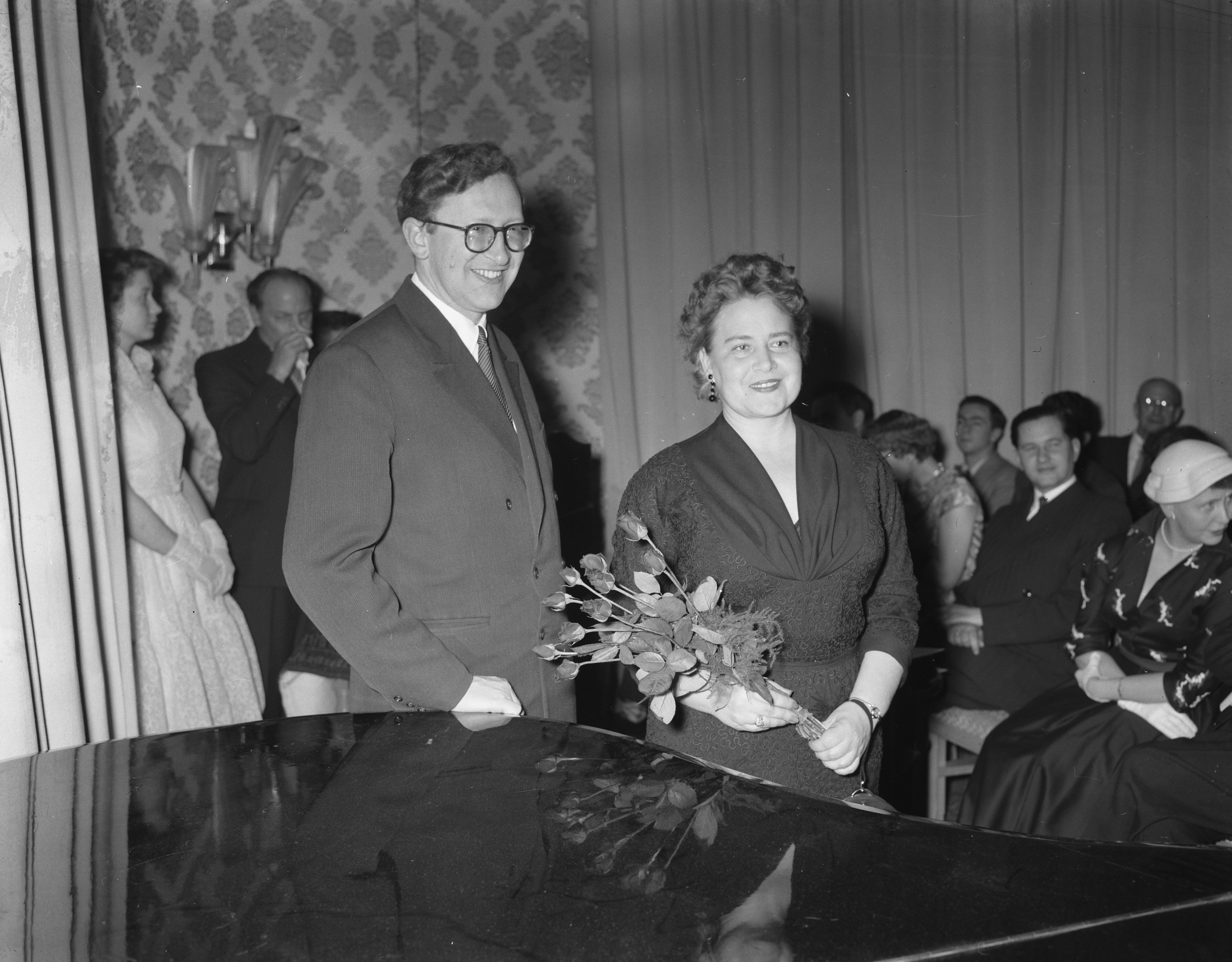
Smislov (1956)

| #  | Player                              | 1  | 2  | 3  | 4  | 5  | 6  | 7  | 8  | 9  | 10 | Total |
| -- | ----------------------------------- | -- | -- | -- | -- | -- | -- | -- | -- | -- | -- | ----- |
| 1  | Vassili Smislov (Unió Soviètica)    | xx | ½½ | ½½ | 0½ | ½½ | ½1 | 11 | ½1 | 1½ | ½1 | 11½   |
| 2  | Paul Keres (Unió Soviètica)         | ½½ | xx | ½½ | ½½ | ½½ | ½1 | ½½ | ½0 | 1½ | 1½ | 10    |
| 3  | László Szabó (Hongria)              | ½½ | ½½ | xx | 1½ | ½½ | ½½ | ½1 | 0½ | ½½ | 01 | 9½    |
| 4  | Borís Spasski (Unió Soviètica)      | 1½ | ½½ | 0½ | xx | ½½ | ½1 | 0½ | ½½ | ½½ | ½1 | 9½    |
| 5  | Tigran Petrossian (Unió Soviètica)  | ½½ | ½½ | ½½ | ½½ | xx | 0½ | 01 | 1½ | ½½ | 1½ | 9½    |
| 6  | David Bronstein (Unió Soviètica)    | ½0 | ½0 | ½½ | ½0 | 1½ | xx | ½1 | 1½ | ½½ | ½1 | 9½    |
| 7  | Iefim Hèl·ler (Unió Soviètica)      | 00 | ½½ | ½0 | 1½ | 10 | ½0 | xx | 11 | ½1 | 1½ | 9½    |
| 8  | Dr. Miroslav Filip (Txecoslovàquia) | ½0 | ½1 | 1½ | ½½ | 0½ | 0½ | 00 | xx | 10 | ½1 | 8     |
| 9  | Oscar Panno (Argentina)             | 0½ | 0½ | ½½ | ½½ | ½½ | ½½ | ½0 | 01 | xx | 1½ | 8     |
| 10 | Hermann Pilnik (Argentina)          | ½0 | 0½ | 10 | ½0 | 0½ | ½0 | 0½ | ½0 | 0½ | xx | 5     |